# 安牛駅
安牛駅（やすうしえき）は、北海道（宗谷総合振興局）天塩郡幌延町字開進にあった北海道旅客鉄道（JR北海道）宗谷本線の駅（廃駅）である。電報略号はヤス。事務管理コードは▲121839。駅番号はW69。

## 歴史

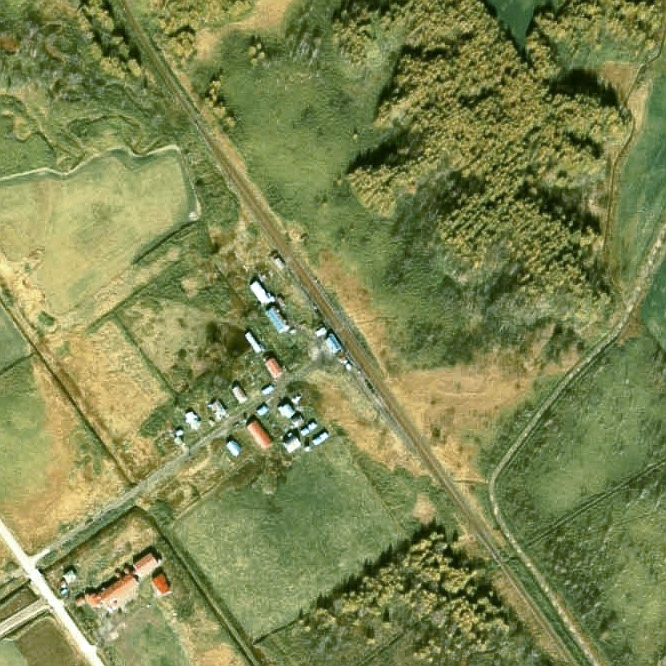
1977年の安牛駅と周囲約500m範囲。左が稚内方面。相対式ホーム2面2線と駅舎横の名寄寄りに貨物積卸場と引込み線がある。駅舎横稚内側がストックヤードであるが、ここも使われなくなって久しい様子である。

- 1925年（大正14年）7月20日：鉄道省天塩南線問寒別駅 - 幌延駅間延伸開通に伴い開業[3][4][5]。一般駅[1]。
- 1926年（大正15年）9月25日：天塩南線と天塩北線を統合し線路名を天塩線に改称、それに伴い同線の駅となる[6]。
- 1930年（昭和5年）4月1日：天塩線を宗谷本線に編入、それに伴い同線の駅となる[6]。
- 1949年（昭和24年）6月1日：公共企業体である日本国有鉄道に移管。
- 1963年（昭和38年）2月10日：公衆電報の取り扱い廃止[7]。
- 1977年（昭和52年）5月25日：貨物取扱い廃止[1]。
- 1984年（昭和59年）
  - 2月1日：荷物取扱い廃止[1]。
  - 11月10日：CTC導入に伴う合理化により無人化[8][9]。
- 1985年（昭和60年）7月：駅舎改築、貨車駅舎となる[新聞 2]。
- 1987年（昭和62年）4月1日：国鉄分割民営化により、北海道旅客鉄道（JR北海道）の駅となる[1]。
- 2016年（平成28年）3月26日：同日のダイヤ改正に伴う普通列車の減便で音威子府駅 - 幌延駅間の普通列車が5往復から3往復となり、全普通列車が停車するようになる[注釈 1]。
- 2019年（令和元年）12月3日：JR北海道が宗谷本線沿線自治体に、当駅含む29駅[注釈 2]について、自治体による維持管理もしくは費用負担による存続か、2021年（令和3年）3月での廃止かの方針を2020年3月までに報告するよう要請[新聞 3]。
- 2020年（令和2年）
  - 3月27日：宗谷本線活性化推進協議会からJR北海道による廃止打診駅のうち当駅含む13駅についての廃止容認がJR北海道に伝えられる[新聞 4]。
  - 3月28日：幌延町から当駅と上幌延駅の廃止容認を発表[幌延町 1]。容認理由は下記の3点であった。
    1. 利用が僅少であること
    2. ホームが土盛形状のため維持管理費用が比較的高額（板張ホーム比）であること
    3. 近距離等間隔で3駅が連接しており隣接中間地点にある南幌延駅での乗降が可能であること
- 2021年（令和3年）3月13日：利用者減少とダイヤ改正に伴い、廃止[JR北 1][JR北 2][新聞 1]。
  - 駅舎は2021年（令和3年）夏に幌延町により駅隣接地へ移設され、当面の間見学が可能[新聞 5]。

### 駅名の由来
当駅の所在する地名より。アイヌ語の「ヤスシ（yas-us-i）」（〔網で）魚をすくう・いつもする・所）に由来する。天塩川にサケが上り、その網引き場であったことによる名称である。
所在する字名は、1959年（昭和34年）の字名改正で周辺地区と再編され「開進」となっているが、これは「現在開拓適地が広大であり今後の開拓を大いに促進する上より」命名された名称である。

## 駅構造
地上駅。単式ホーム1面1線を線路の南西側（稚内方面に向かって左手側）設けた棒線駅となっていた。
ヨ3500形車掌車を改造した貨車駅舎がホーム横に設けられていた旧駅舎の基礎上に設置されており、トイレを有するが閉鎖されていた。2017年時点では集落に面した側の塗装がかなり剥げ落ちている。
かつては相対式ホーム2面2線を有する列車交換可能な交換駅であった。当時は互いのホームは駅舎側ホーム中央部分と対向側ホーム南側を結んだ構内踏切で連絡した。駅舎側（西側）が下り1番線、対向側ホームが上り2番線となっていた。そのほか1番線の旭川方から分岐し駅舎南側のホーム切欠き部分の貨物ホームへの貨物側線を1線有していた。

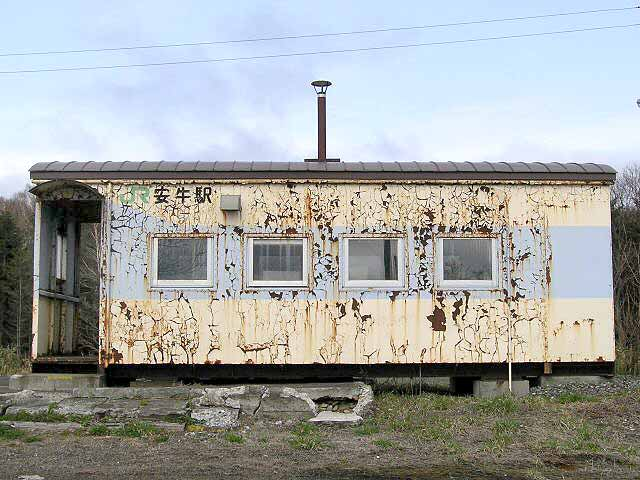
駅舎（2005年5月）
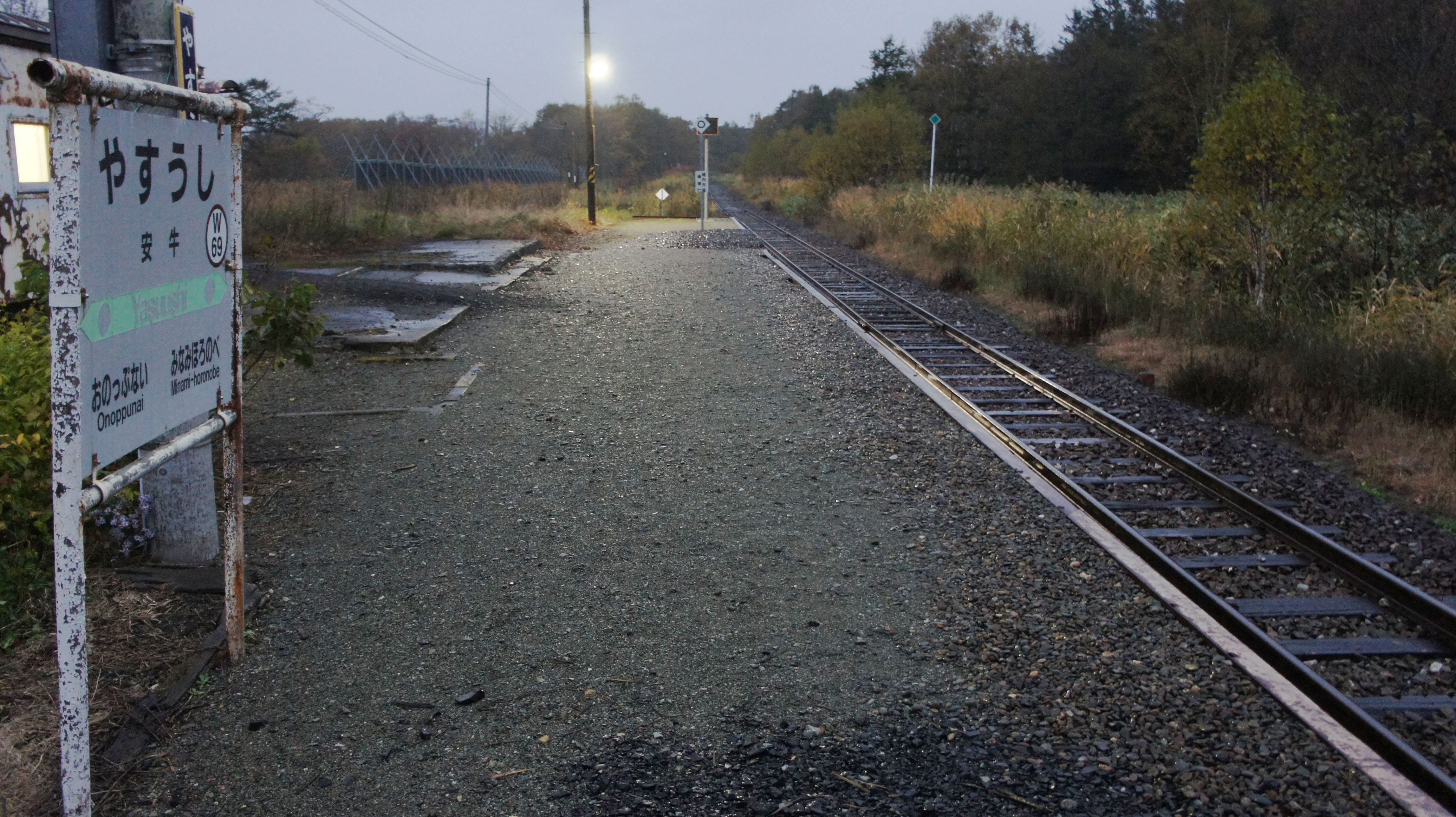
ホーム（2017年10月）
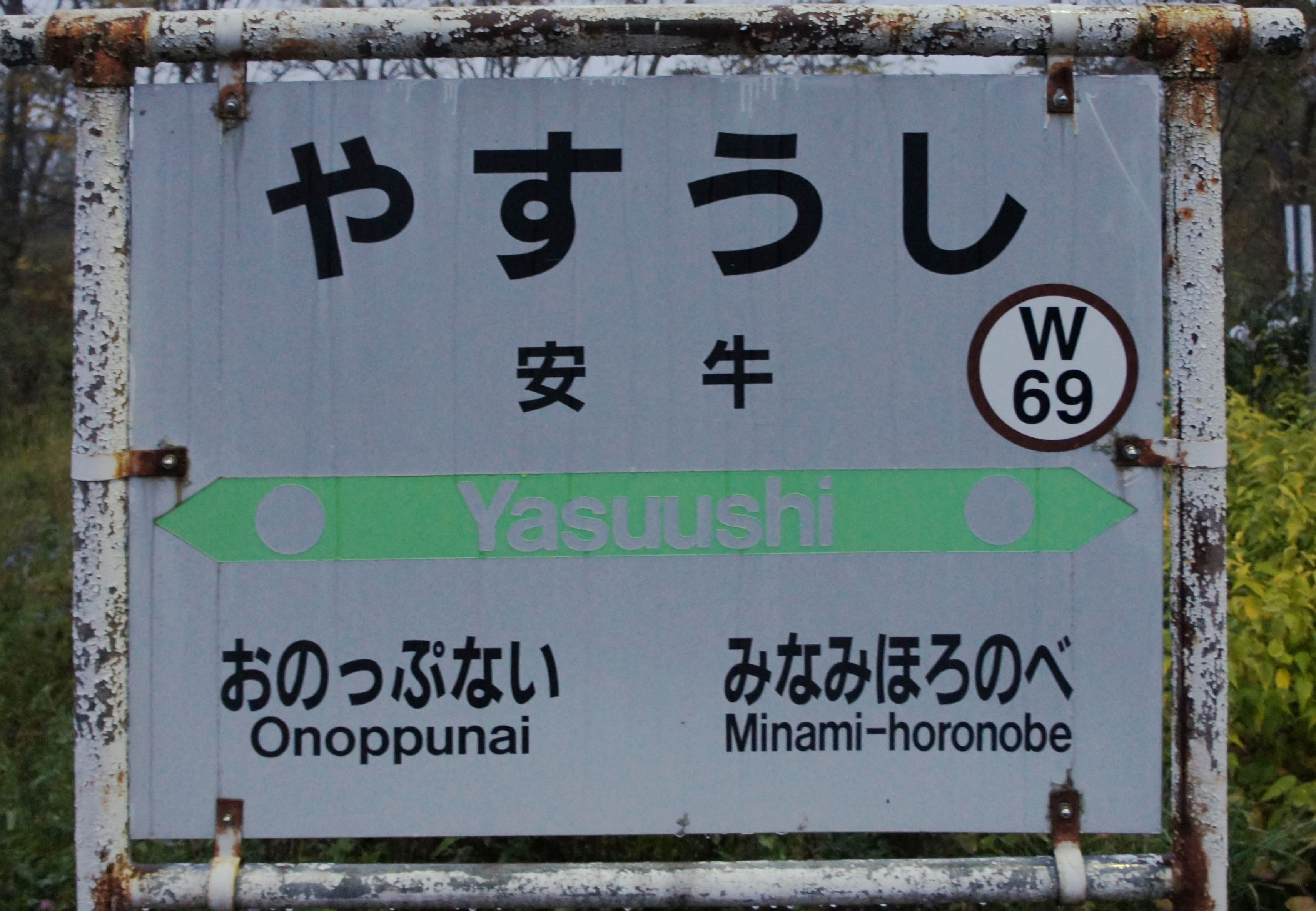
駅名標（2017年10月）

## 利用状況
廃止直前までの乗車人員の推移は以下の通り。年間の値のみ判明している年度は日数割で算出した参考値を括弧書きで示す。出典が「乗降人員」となっているものについては1/2とした値を括弧書きで乗車人員の欄に示し、備考欄で元の値を示す。
また、「JR調査」については、当該の年度を最終年とする過去5年間の各調査日における平均である。
| 年度               | 乗車人員（人） | 乗車人員（人） | 乗車人員（人） | 出典       | 備考            |
| 年度               | 年間           | 1日平均        | JR調査         | 出典       | 備考            |
| ------------------ | -------------- | -------------- | -------------- | ---------- | --------------- |
| 1966年（昭和41年） | 23,131         | (63.4)         |                | [ 15 ]     |                 |
| 1978年（昭和53年） |                | 16             |                | [ 16 ]     |                 |
| 1981年（昭和56年） |                | (6.5)          |                | [ 14 ]     | 1日乗降客数13人 |
| 1992年（平成04年） |                | (2.0)          |                | [ 4 ]      | 1日乗降客数4人  |
| 2015年（平成27年） |                |                | 「1名以下」    | [ JR北 3 ] |                 |
| 2016年（平成28年） |                |                | 0.6            | [ JR北 4 ] |                 |
| 2017年（平成29年） |                |                | 0.2            | [ JR北 5 ] |                 |
| 2018年（平成30年） |                |                | 0.2            | [ JR北 6 ] |                 |
| 2019年（令和元年） |                |                | 0.0            | [ JR北 7 ] |                 |
| 2020年（令和02年） |                |                | 0.0            | [ JR北 8 ] |                 |

## 駅周辺
駅前は集落となっていたが、幌延町では2017年（平成29年）時点で「駅周辺には人家もなく」なったとしている。集落には洋服仕立て屋、雑貨店、商店、日本通運があった。東側（駅裏手）は樹林、旧集落を抜けた西側は牧草地で、天塩川に沿った沼（三日月湖）も多い。
- 開進集会所 - 幌延町立安牛小学校（1982年（昭和57年）3月閉校[幌延町 4]）跡地。
- 開進神社
- 北海道道256号豊富遠別線
- 天塩川

## 隣の駅
北海道旅客鉄道（JR北海道）
■宗谷本線
糠南駅 (W67) - *上雄信内駅 - （雄信内信号場） - *安牛駅 (W69) - *南幌延駅 (W70) - *上幌延駅 (W71) - 幌延駅 (W72)
*打消線は廃駅